# Маршак, Самуил Яковлевич
Самуи́л Я́ковлевич Марша́к (22 октября (3 ноября) 1887, Воронеж, Российская империя — 4 июля 1964, Москва, СССР) — русский советский поэт, драматург, переводчик, литературный критик и сценарист. Лауреат Ленинской (1963) и четырёх Сталинских премий (1942, 1946, 1949, 1951). Автор популярных детских книг.

## Биография

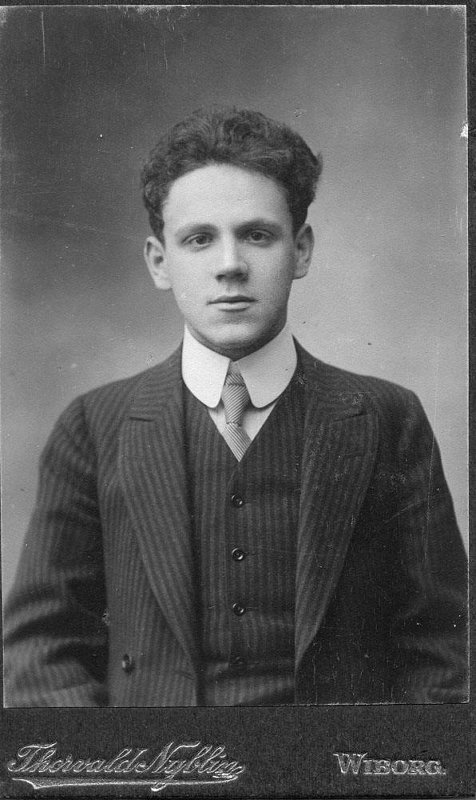
С. Я. Маршак в молодости, 1911, Выборг

Родился 22 октября (3 ноября) 1887 года в воронежской слободе Чижовка в еврейской семье. Его отец, Яков Миронович Маршак (1855—1924), уроженец Койданова, работал мастером на мыловаренном заводе братьев Михайловых; мать, Евгения Борисовна Гительсон (1867—1917), уроженка Витебска, была домохозяйкой. В 1893 году семья переехала в Витебск, в 1894 году — в Покров, в 1895 году — в Бахмут, в 1896 году — на Майдан под Острогожском и в 1900 году — в Острогожск.
Раннее детство и школьные годы провёл в городке Острогожске под Воронежем, где жил его дядя, зубной врач Острогожской мужской гимназии Михаил Борисович Гительсон (1875—1939). Учился в 1899—1906 годах в Острогожской, 3-й Петербургской и Ялтинской гимназиях. В гимназии учитель словесности привил любовь к классической поэзии, поощрял первые литературные опыты будущего поэта и считал его вундеркиндом.
В 1902 году Д. Г. Гинцбург (1857—1910) — ориенталист и предприниматель из рода Гинцбургов познакомил 14-летнего Маршака с известным литературным критиком В. В. Стасовым (1824—1906), который принял самое активное участие в судьбе юноши: выхлопотал ему перевод из острогожской в петербургскую гимназию, познакомил юного поэта с крупнейшими деятелями русской культуры, в том числе А. К. Глазуновым, И. Е. Репиным, Ф. И. Шаляпиным.
В 1904 году в доме Стасова познакомился с Максимом Горьким, который отнёсся к нему с большим интересом и пригласил его на свою дачу в Ялте, где Маршак жил в 1904—1906 годах. Печататься начал в 1907 году, опубликовав сборник «Сиониды», посвящённый еврейской тематике; одно из стихотворений («Над открытой могилой») было написано на смерть «отца сионизма» Теодора Герцля. Тогда же он перевёл несколько стихотворений Хаима Нахмана Бялика с идиша и иврита.
Когда семья Горького вынуждена была покинуть Крым после революции 1905 года, Маршак вернулся в Петербург, куда к тому времени перебрался его отец, работавший на заводе за Невской заставой.
В 1911 году вместе со своим другом, поэтом Яковом Годиным, и группой еврейской молодёжи совершил длительное путешествие по Ближнему Востоку: из Одессы они отплыли на корабле, направляясь в страны Восточного Средиземноморья — Турцию, Грецию, Сирию и Палестину. Маршак поехал туда корреспондентом петербургской «Всеобщей газеты» и «Синего журнала». Под влиянием увиденного он создал цикл стихов под общим названием «Палестина». Лирические стихотворения, навеянные этой поездкой, принадлежат к числу наиболее удачных в творчестве молодого Маршака («Мы жили лагерем в палатке…» и другие). Некоторое время жил в Иерусалиме. Также был автором сионистских стихов.
В этой поездке познакомился с Софьей Михайловной Мильвидской (1889—1953), на которой женился вскоре по возвращении. В конце сентября 1912 года молодожёны отправились в Великобританию. Там Маршак учился сначала в политехникуме, затем — в Лондонском университете (1912—1914). Во время каникул много путешествовал пешком по Англии, слушал английские народные песни. Уже тогда начал работать над переводами английских баллад, впоследствии прославивших его.
В 1914 году вернулся на родину, работал в провинции, публиковал свои переводы в журналах «Северные записки» и «Русская мысль». В военные годы занимался помощью детям беженцев. В 1915 году вместе с семьёй жил в Финляндии в природном санатории доктора Любека. Осенью 1915 года он вновь поселился в Воронеже в доме своего дяди, зубного врача Якова Борисовича Гительсона, на Большой Садовой улице, в следующем году переехал к другому дяде и тоже зубному врачу Острогожской мужской гимназии Михаилу Борисовичу Гительсону (1875—1939), а в январе 1917 года перебрался с семьёй в Петроград. В 1917 году умерла мать Маршака, она была похоронена в Краснодаре на еврейском кладбище.
В 1918 году жил в Петрозаводске, работал сотрудником подотдела дошкольного воспитания Олонецкого губернского отдела народного образования, участвовал в работе Петрозаводского городского совета крестьянских, рабочих и солдатских депутатов. Свой первый педагогический опыт он приобрёл, посещая детскую «колонию» — прообраз летних лагерей, располагавшуюся под Петрозаводском в селе Деревянное.

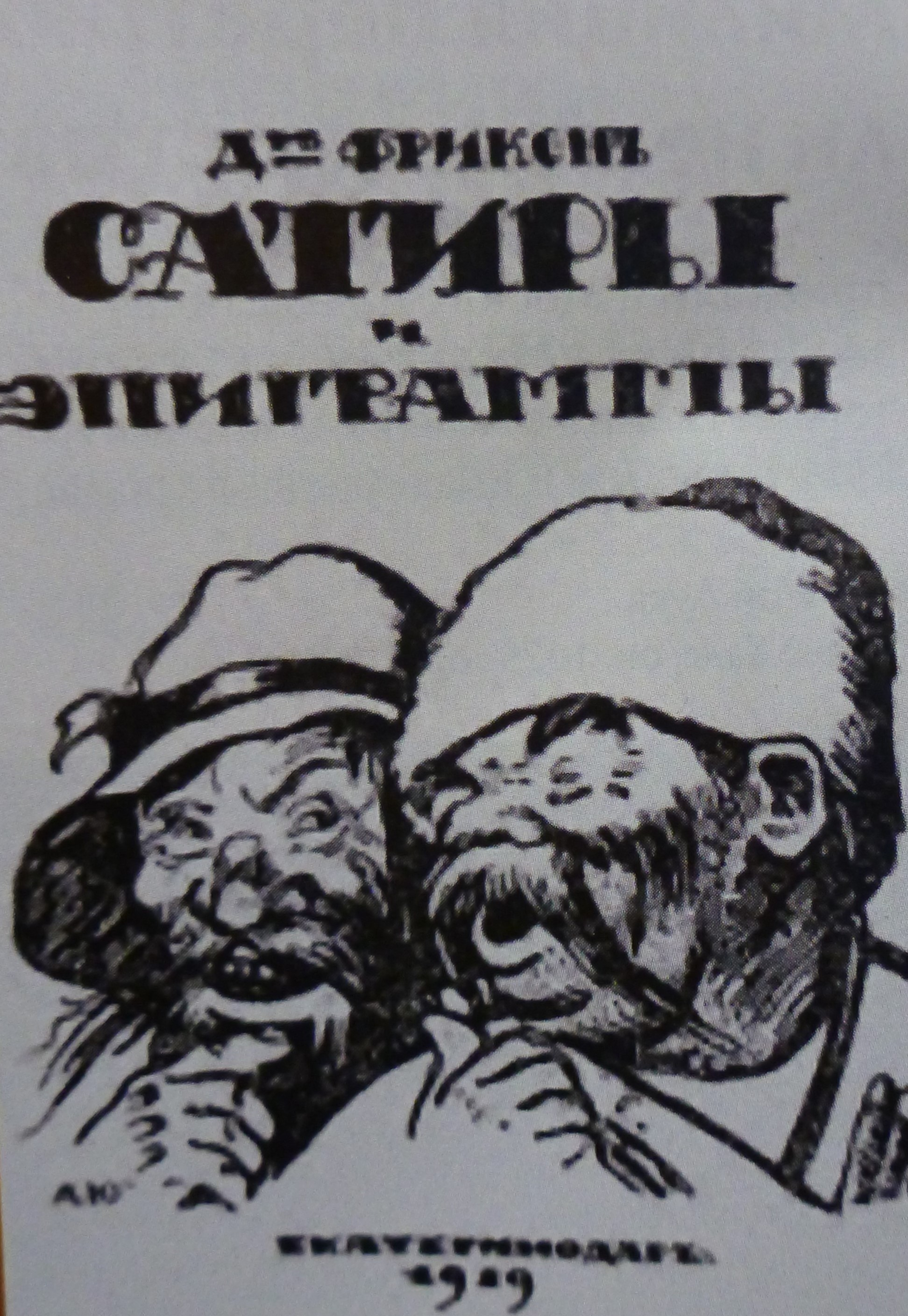
Обложка издания сатир Маршака под псевдонимом «Доктор Фрикен», Екатеринодар, 1919 год

Затем переехал на юг страны — в Екатеринодар, где сотрудничал в газете «Утро Юга» под псевдонимом «Доктор Фрикен» в качестве заведующего редакцией и штатного фельетониста. Публиковал там стихи и антибольшевистские фельетоны. В 1919 году издал (под псевдонимом «Доктор Фрикен») первый сборник «Сатиры и эпиграммы» (объёмом 62 страницы), включавший 40 стихотворений. Помимо большевиков Маршак высмеивал правых (например, Василия Шульгина и антисемитов). В этот период иногда Маршак подписывался собственным именем. Так, в январе — феврале 1919 года было создано стихотворение «Кто скажет?», подписанное именем Маршака
31 марта 1920 года советская власть создала в Екатеринодаре областной отдел народного образования. 2 апреля 1920 года Самуил Маршак был назначен заведующим секцией детских приютов и колоний. В Екатеринодаре (в том же году переименованном в Краснодар) Маршак организовал там комплекс культурных учреждений для детей, в частности, создал один из первых в России детских театров и писал для него пьесы. Кроме того, работал в журнале областного отдела народного образования, а также преподавал английский язык и историю драматической литературы в Кубанском университете и Краснодарском институте пищевой промышленности (КИПП, ныне КубГТУ).
В 1922 году переехал в Петроград, в 1923 году выпустил свои первые стихотворные детские книги («Дом, который построил Джек», «Детки в клетке», «Сказка о глупом мышонке»). Вместе с учёным-фольклористом Ольгой Капицей руководил студией детских писателей в Институте дошкольного образования Наркомпроса, организовал (1923) детский альманах «Воробей» (в 1924—1925 годах — «Новый Робинзон»), где печатались такие мастера литературы, как Б. С. Житков, В. В. Бианки, Е. Л. Шварц.
Будучи в дружеских отношениях с Корнеем Чуковским, поддерживал его в период нападок, «пробивал» издание запрещаемых книг. После резкой и непрофессиональной критической статьи Н. К. Крупской сказал ей: «Если хочется расстрелять злодея, то пусть это сделает хотя бы умеющий обращаться с ружьём».
На протяжении нескольких лет также руководил Ленинградской редакцией Детгиза, Ленгосиздата, издательства «Молодая гвардия». Имел отношение к журналу «Чиж». Вёл «Литературный кружок» (при ленинградском Дворце пионеров). В 1934 году на Первом съезде советских писателей сделал доклад о детской литературе и был избран членом правления СП СССР.
В 1937 году созданное Маршаком детское издательство в Ленинграде было разгромлено. Лучшие его воспитанники в разное время были репрессированы: в 1941 году — А. И. Введенский, в 1937-м — Н. М. Олейников, в 1938-м — Н. А. Заболоцкий, в 1937-м — Т. Г. Габбе, в 1941-м — Хармс. Многие были уволены.
В 1938 году переселился в Москву. В 1939—1947 годах был депутатом Московского городского Совета депутатов трудящихся.
Во время советско-финской войны (1939—1940) писал для газеты «На страже Родины».
В годы Великой Отечественной войны активно работал в жанре сатиры, публикуя стихи, статьи и пьесы в «Правде» и «Красной звезде», создавая плакаты в содружестве с Кукрыниксами («Окна РОСТа»). Активно содействовал сбору средств в Фонд обороны.
В 1960 году публикует автобиографическую повесть «В начале жизни», в 1961 году — «Воспитание словом» (сборник статей и заметок о поэтическом мастерстве).
Практически во всё время своей литературной деятельности (более 50 лет) продолжает писать и стихотворные фельетоны, и серьёзную, «взрослую» лирику. В 1962 году издан его сборник «Избранная лирика»; ему принадлежит также отдельно избранный цикл «Лирические эпиграммы».
Кроме того, является автором ставших классическими переводов сонетов Уильяма Шекспира, песен и баллад Роберта Бёрнса, стихов Уильяма Блейка, У. Вордсворта, Дж. Китса, Р. Киплинга, Э. Лира, А. А. Милна, Джейн Остин, Ованеса Туманяна, а также произведений украинских, белорусских, литовских, армянских и других поэтов. Переводил также стихи Мао Цзэдуна.
Книги Маршака переведены на многие языки мира. За переводы из Роберта Бёрнса в 1960 году удостоен звания почётного президента Всемирной федерации Роберта Бёрнса в Шотландии.
В 1962 году написал главному редактору журнала «Новый мир» А. Т. Твардовскому письмо, в котором ратовал за публикацию повести А. И. Солженицына «Один день Ивана Денисовича», а после её публикации в журнале написал рецензию «Правдивая повесть» (об «Одном дне Ивана Денисовича»), которая вышла в газете «Правда». И. А. Бродский упоминал о положительных отзывах Маршака о его творчестве на суде.
Последним литературным секретарём Маршака был В. В. Познер.

Могила С. Я. Маршака

Самуил Яковлевич Маршак скончался на 77-м году жизни 4 июля 1964 года в Москве. Похоронен на Новодевичьем кладбище (участок № 2, надгробие — Н. Никогосян).

### Семья
Старший брат — Моисей Яковлевич Маршак (1885—1944), экономист.
Сестра — Сусанна Яковлевна Маршак (в замужестве Шварц) (1889—17.08.1985).
Сестра — Юдифь Яковлевна Маршак (в замужестве Файнберг) (1893—1992), пианистка, автор воспоминаний о брате.
Младший брат — Илья Яковлевич Маршак (псевдоним М. Ильин) (1896—1953), писатель и инженер-химик, один из основателей советской научно-популярной литературы.
Сестра — Лия Яковлевна Маршак (в замужестве Прейс, псевдоним Елена Ильина) (1901—1964), писательница.
Жена — Софья Михайловна Мильвидская (в замужестве Маршак) (1889—1953). Похоронена на Новодевичьем кладбище (участок № 2) рядом с мужем и старшим сыном.
- Дочь — Натанаэль Самойловна Маршак (1914—1915), родилась в Англии, погибла от ожогов в Острогожске, опрокинув на себя самовар с кипящей водой.
- Старший сын — Иммануэль Самойлович Маршак (1917—1977), физик, лауреат Сталинской премии третьей степени (1947) за разработку способа аэрофотосъёмки, а также переводчик (в частности, ему принадлежит русский перевод романа Джейн Остин «Гордость и предубеждение»). Похоронен на Новодевичьем кладбище (участок № 2) рядом с отцом и матерью.
  - Внук — Алексей Иммануэлевич Сперанский-Маршак (род. 11 декабря 1937), с 1989 года в Израиле.
  - Внук — Яков Иммануэлевич Маршак (род. 21 января 1946), врач-нарколог, создатель и первый руководитель (до 2008 года) «Клиники Маршака».
  - Внук — Александр Иммануэлевич Маршак (род. 1 января 1951), детский писатель.
- Младший сын — Яков Самойлович Маршак (1925—1946), умер от туберкулёза.

## Награды и премии
- Сталинская премия второй степени (1942) — за стихотворные тексты к плакатам и карикатурам[42]
- Сталинская премия второй степени (1946) — за пьесу-сказку «Двенадцать месяцев» (1943)
- Сталинская премия второй степени (1949) — за переводы сонетов Шекспира[43]
- Сталинская премия первой степени (1951) — за сборник «Стихи для детей»
- Ленинская премия (1963) — за книгу «Избранная лирика» (1962) и книги для детей: «Тихая сказка», «Большой карман», «Приключение в дороге», «Угомон», «От одного до десяти», «Вакса-клякса», «Кто колечко найдёт», «Весёлое путешествие от А до Я»
- два ордена Ленина (31.01.1939; 02.11.1957)
- орден Отечественной войны I степени (23.09.1945)
- орден Трудового Красного Знамени (6.11.1947)

## Адреса

### Воронеж
- 1915—1920 — Большая Садовая улица, 72[7].

### Петрозаводск
- 1918 — Екатерининская улица (ныне улица Дзержинского), дом Кипрушина[44]

### Екатеринодар/Краснодар
- 1920—1922 — улица Гоголевская, 87 (ныне улица Гоголя, 91 лит. А / улица Янковского, 32), на доме висит мемориальная доска.

### Петроград/Ленинград
- 1922—1927 — Потёмкинская улица, 5[45];
- 1927—1938 — доходный дом — проспект Володарского, 21/14 (№ 14 по ул. Пестеля), кв. 11 (по другим данным — кв. 30).

### Москва
- 1938—1964 — Чкаловская улица (улица Чкалова), д. 14/16, кв. 113[46].

## Память

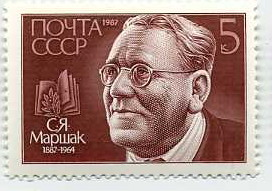
Почтовая марка СССР, посвящённая Маршаку, 1987 год

### Топонимия

#### Россия
- Астраханская область, город Астрахань — улица Маршака
- Республика Башкортостан, город Белорецк — улица Маршака
- Республика Башкортостан, город Ишимбай — улица Маршака
- Республика Бурятия, город Улан-Удэ — улица Маршака
- Воронежская область, город Бутурлиновка — улица Маршака
- Воронежская область, город Воронеж — улица Маршака
- Воронежская область, город Воронеж — бульвар Маршака
- Воронежская область, город Калач — улица Маршака
- Воронежская область, город Калач — переулок Маршака
- Воронежская область, село Новая Усмань — улица Маршака
- Воронежская область, город Острогожск — улица Маршака
- Воронежская область, город Россошь — улица Маршака
- Воронежская область, посёлок Таловая — улица Маршака
- Воронежская область, село Углянец — улица Маршака
- Воронежская область, село Ямное — улица Маршака
- Калужская область, деревня Шопино — улица Самуила Маршака[47]
- Республика Карелия, город Петрозаводск — улица Самуила Маршака[48]
- Республика Карелия, город Петрозаводск — Маршаковский сквер
- Ивановская область, город Фурманов — улица Маршака
- Иркутская область, город Шелехов — переулок Маршака
- Кемеровская область — Кузбасс, город Полысаево — улица Маршака
- Краснодарский край, город Курганинск — улица Маршака
- Краснодарский край, посёлок Лазурный — улица Самуила Маршака
- Краснодарский край, посёлок Лазурный — 1-й проезд Самуила Маршака
- Краснодарский край, посёлок Лазурный — 2-й проезд Самуила Маршака
- Краснодарский край, посёлок Лазурный — 3-й проезд Самуила Маршака
- Краснодарский край, посёлок Лазурный — 4-й проезд Самуила Маршака
- Краснодарский край, город Туапсе — переулок Маршака
- Ленинградская область, деревня Большево — улица Самуила Маршака
- город Москва, улица Самуила Маршака
- Московская область, село Рахманово — улица Самуила Маршака
- Мурманская область, город Мурманск — улица Маршака
- Оренбургская область, город Оренбург — улица Маршака
- Оренбургская область, город Орск — улица Маршака
- Оренбургская область, посёлок Экспериментальный — улица Маршака
- Пермский край, город Лысьва — улица Маршака
- Ростовская область, город Азов — улица Маршака
- Ростовская область, посёлок Койсуг — улица Самуила Маршака
- Ростовская область, город Ростов-на-Дону — переулок Маршака
- Ростовская область, посёлок Темерницкий — улица Маршака
- город Санкт-Петербург — проспект Маршака
- Республика Саха (Якутия), посёлок Алмазный — улица Маршака
- Ставропольский край, город Михайловск — улица Самуила Маршака
- Тверская область, город Конаково — проезд Маршака
- Тюменская область, город Тюмень — улица Маршака
- Удмуртская Республика, город Ижевск — улица Самуила Маршака
- Чувашская Республика — Чувашия, город Чебоксары — улица Маршака

#### Украина
- Киев — улица Маршака (переименована в 2022 году)[49]
- Донецкая область, город Донецк — улица Маршака
- Донецкая область, город Енакиево — улица Маршака
- Луганская область, город Антрацит — улица Маршака
- Луганская область, город Красный Луч — улица Маршака
- Луганская область, город Красный Луч — переулок Маршака
- Республика Крым, город Ялта — улица Маршака

#### Казахстан
- Алматы — улица Маршака
- Караганда — улица Маршака

### Иное
- Установлены мемориальные доски в Москве (1966), Санкт-Петербурге (1970), Ялте, Краснодаре, Воронеже, Острогожске[50], Петрозаводске[51].
- В Воронеже 2012 год был объявлен Годом Маршака[52].
- 28 октября 2015 года в Воронеже у дома № 72 по улице Карла Маркса, где жил писатель, установлен памятник Самуилу Маршаку (скульптор — М. И. Дикунов)[53].
- В 2015 году в Воронеже прошёл детский театральный фестиваль «Маршак»[54][55].
- С 2015 года проводятся «Маршаковские чтения». В июне 2015 года они прошли в Москве, в мае 2016 — в Иерусалиме. В иерусалимских чтениях приняли участие губернатор Воронежской области Алексей Гордеев, президент Российского еврейского конгресса Юрий Каннер, поэт Игорь Губерман, театральный режиссёр Иосиф Райхельгауз, министр абсорбции Израиля Зеэв Элькин, экс-глава израильского МИДа, глава партии «Наш дом Израиль» Авигдор Либерман, международный гроссмейстер Борис Гельфанд, депутат Кнессета Ксения Светлова, бригадный генерал полиции в отставке Аарон Таль, главный редактор «Иерусалимского журнала» поэт Игорь Бяльский, джазовый пианист Леонид Пташка, внуки Самуила Маршака и другие деятели культуры, литературы, общественности русскоязычного Израиля. Ведущий — шоумен, израильский телеведущий и член команды КВН «Одесские джентльмены» Ян Левинзон[13].
- Именем С. Я. Маршака назван борт VP-BJY «Аэрофлот — Российские авиалинии» модели Airbus A320-214[56].
- 31 мая 1988 года в честь С. Я. Маршака назван астероид 2604 Marshak, открытый в 1972 году астрономом Т. М. Смирновой.
- В честь 130-летия со дня рождения С. Я. Маршака в 2017 году в Московском метрополитене запустили тематический поезд «Мой Маршак»[57].
- Памятник в Москве на Лялиной площади. Открыт 1 июня 2022 года, скульптор — Георгий Франгулян[58][59].
- В 2025 году имя Маршака присвоено Воронежскому государственному театру юного зрителя.

## Произведения

### Детские сказки
- «Двенадцать месяцев» (пьеса, 1943)
- «Горя бояться — счастья не видать»
- «Радуга-дуга»
- «Умные вещи» (1964)
- «Кошкин дом» (первый вариант 1922)
- «Теремок» (1940)
- «Мельник, мальчик и осёл».
- «Сказка о глупом мышонке».
- «Сказка про короля и солдата».
- «Про двух соседей».
- «Лошади, хомяки и куры».
- «Сказка об умном мышонке».
- «Отчего кошку назвали кошкой».
- «Кольцо Джафара».
- «Курочка Ряба и десять утят».
- «Старуха, дверь закрой!»
- «Пудель».
- «Багаж».
- «Хороший день».
- «Отчего у месяца нет платья».
- «Где обедал воробей?»
- «Волга и Вазуза».
- «Кот-скорняк».
- «Лунный вечер».
- «Усатый-полосатый».
- «Храбрецы».
- «Угомон».
- «Разговор».
- «В гостях у королевы».
- «Что я видел».
- «Сказка про козла».
- «Доктор Фауст»[60]

- «Кот и лодыри».

### Дидактические произведения
- «Пожар»
- «Почта»
- «Война с Днепром»

### Критические, сатирические

#### На международные темы
- «Акула» (1938)
- «„Арапские“ сказки немецкого верховного командования, или Тысяча и одна ложь» (1941)
- «Африканский визит мистера Твистера» (1963)
- «Баллада о медном генерале» (1959)
- «Безбилетные пассажиры, или Международные зайцы» (1945)
- «Безработные палачи» (1945)
- «Берлинская эпиграмма» (1945)
- «Бомбы и бомбоньерки» (1950)
- «В немецкой мертвецкой» (1941)
- «Весна… Выставляется первая рама» (1943)
- «Война как таковая» (1943)
- «Всё врут календари» (1943)
- «Вся Европа» (1941)
- «Голливуд и Гайавата» (1950)
- «Двенадцать стульев» (1950)
- «Для милого дружка и серёжка из ушка» (1942)
- «Ещё одна трагедия Шекспира» (1950)
- «Живой труп» (1945)
- «За что казнили немецкую машинистку?» (1944)
- «Из котла в котёл» (1945)
- «Испанский маскарад» (1944)
- «Карл и карлик» (1954)
- «Коллекционер паспортов» (1944)
- «Мистер Твистер» (памфлет, 1932—1933)
- «Мысли вслух» (1947)
- «„Не“ и „ни“» (1942)
- «Недолговременный „дот“» (1944)
- «Немцы приветствуют» (1944)
- «Новогодняя речь в парламенте» (1938)
- «Новые приключения Макса и Морица» (1943)
- «О русском городе и немецком подполковнике» (1943)
- «Парад алле!» (1944)
- «Партизанский плакат» (1941)
- «Перед судом» (1945)
- «Последние итоги, или Дитмар в тоге» (1944)
- «Пятна крови» (1942)
- «Распродажа» (1952)
- «Симеоны без короны» (1955)
- «Смотреть запрещается» (1943)
- «Стихи о стихах, которые взбудоражили парламент» (1953)
- «Счастливое предзнаменование» (1943)
- «Холодный дом» (1940)

#### «Окна ТАСС»
- «Бешеные» (1942)
- «Водяное лечение» (1943)
- «Паразит на паразите» (1942)
- «Сапоги» (1941)
- «Стыд и дым» (1942)
- «Юный Фриц, или Экзамен на аттестат „зверости“» (1941)

#### Эпиграммы
- «Инкогнито к нам едет ревизор» (1963)
- «Как ни цветиста ваша речь…»
- «О моде» (1964)
- «О рифме и прочем» (1964)
- «Старик Шекспир не сразу стал Шекспиром» (1962)

### Поэмы
- «Рассказ о неизвестном герое»

### Произведения на военные и политические темы
- «Почта военная»
- «Быль-небылица (поэма)»
- «Круглый год»
- «Урок родного языка»
- «На страже мира»

### Статьи и воспоминания
- «„Кролик ещё ждёт своего писателя“. О детской литературе и критике» (1955)
- «Нестареющая сатира» (о Марке Твене, 1961)
- «О Качалове» (1947)
- «Пушкин и „младое племя“» (1937)
- «Три юбилея» (1937)
- «Штурман дальнего плавания» (о Борисе Житкове, 1955)

## Мультфильмы, снятые по произведениям Маршака
- 1929 — Почта
- 1938 — Кошкин дом
- 1940 — Сказка о глупом мышонке
- 1945 — Теремок
- 1956 — Двенадцать месяцев
- 1958 — Кошкин дом
- 1960 — Про козла
- 1963 — Мистер Твистер
- 1964 — Почта
- 1970 — Быль-небылица
- 1975 — Вот какой рассеянный
- 1976 — Дом, который построил Джек
- 1978 — Чудеса в решете
- 1979 — Гришкины книжки
- 1980 — Двенадцать месяцев
- 1981 — Сказка о глупом мышонке
- 1982 — Старуха, дверь закрой!
- 1982 — Кошкин дом
- 1982 — Отчего кошку назвали кошкой
- 1983 — Где обедал воробей?
- 1985 — Королевский бутерброд
- 1985 — Пудель
- 1987 — Верь-не-верь

## Телепередачи
- Один из выпусков детской телепередачи «Будильник» был посвящён произведениям Самуила Маршака. Были инсценированы отрывок из сказки «Двенадцать месяцев», а также стихотворения «Багаж», «Почта», «Кот и лодыри» и «Мистер Твистер». В передаче принимали участие Евгения Симонова, Татьяна Веденеева, Леонид Броневой и Геннадий Бортников[61].

## Издания

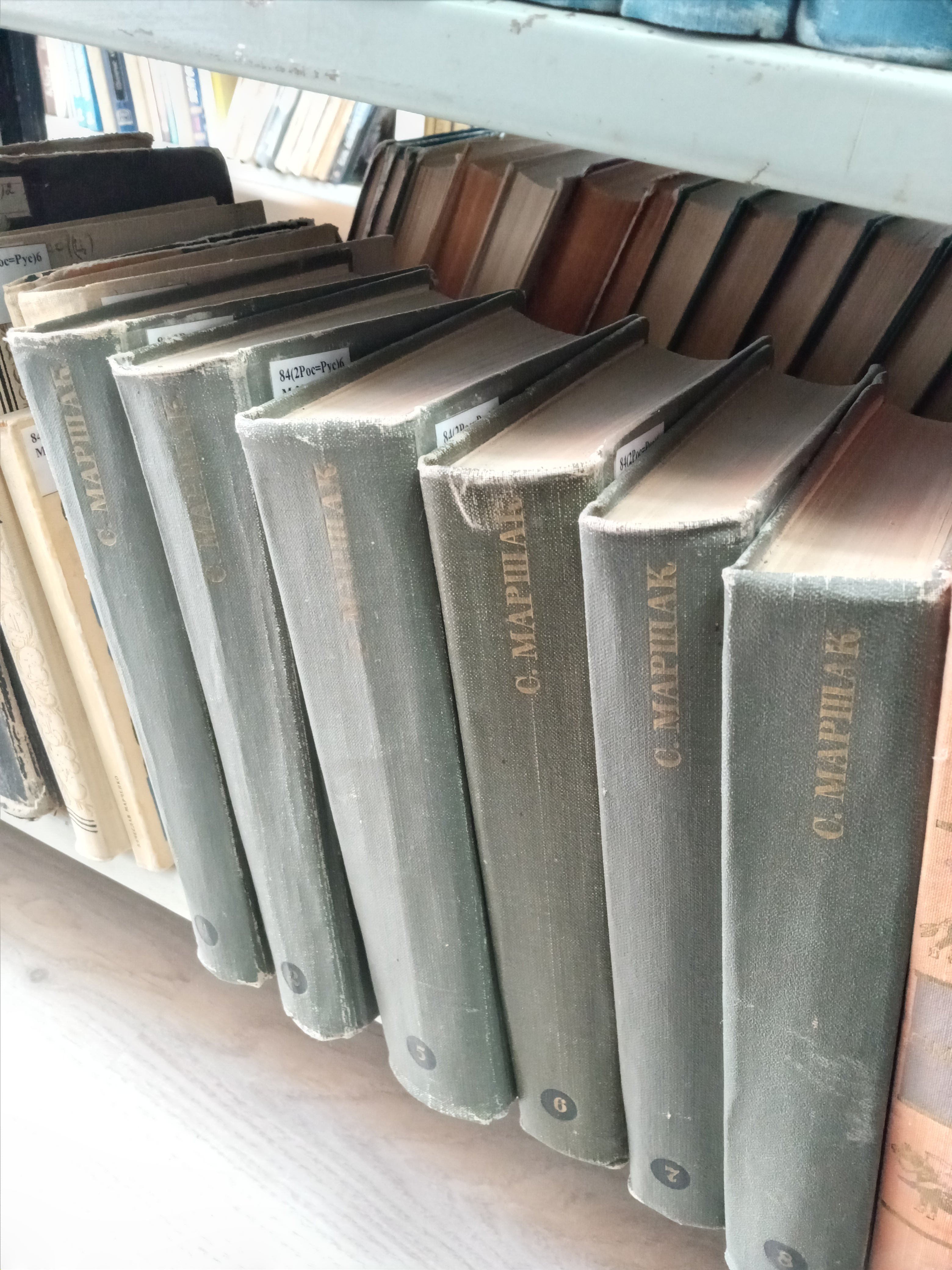
Собрание сочинений в 8 томах (без 3-го и 4-го томов). Москва, Художественная литература, 1968—1972

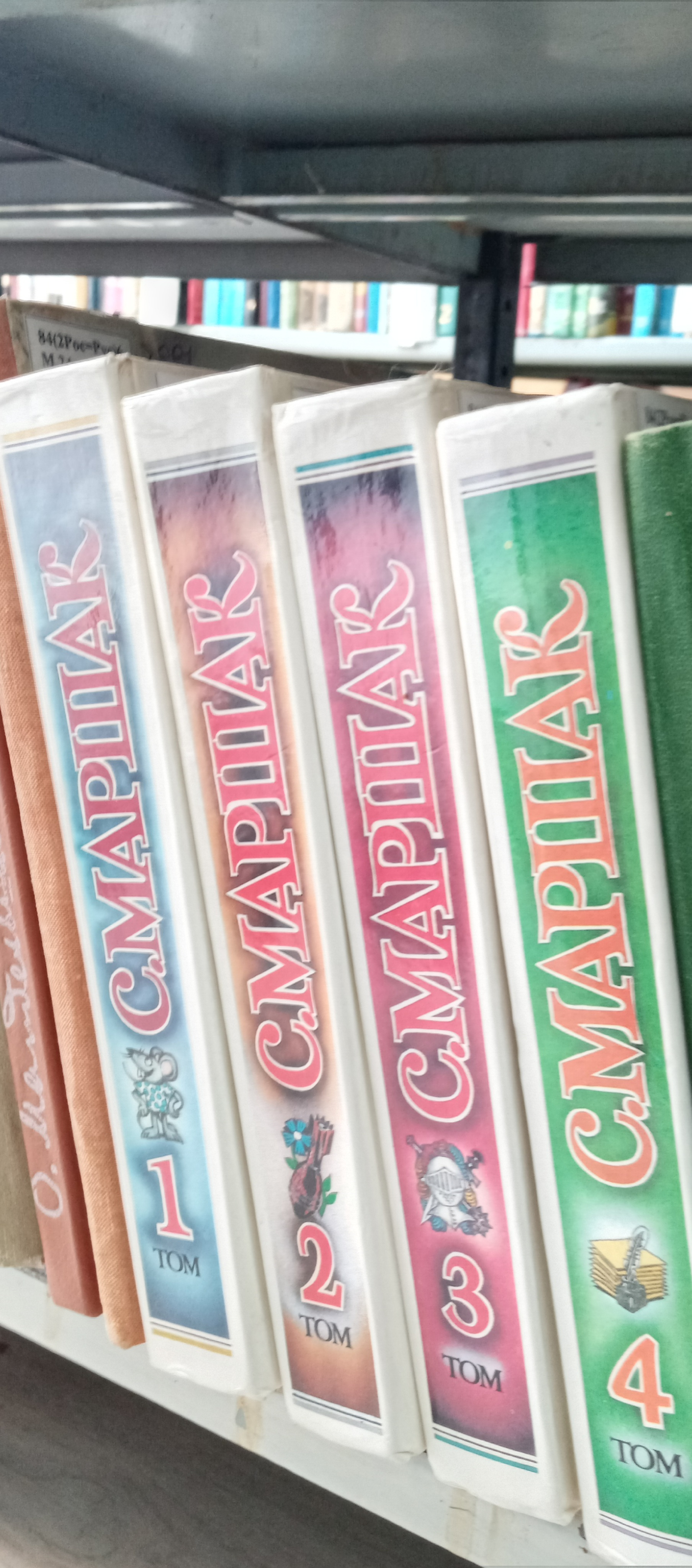
Собрание сочинений в 4 томах. Москва, Правда, 1990

- С. Маршак. Живой Горький (статья). — Комсомольская правда, 72 (5474) (27 марта). — Типография газеты «Правда» имени Сталина, 1943. — С. 4.
- С. Маршак. Английские баллады и песни. — Худож. В. В. Лебедев. — М.: Гослитиздат, 1944. — С. 154. — 25 000 экз.
- Сочинения в 4 т. — М.: ГИХЛ, 1958—1960. — 300 000 экз.
  - I том. — Стихи, сказки, песни. — Вступит. статья В. Смироновой. — М.: ГИХЛ, 1958. — 615 с.; ил.; портр.
  - II том. — Лирика, повести в стихах, сатира, пьесы. — М.: ГИХЛ, 1958. — 574 с.
  - III том. — Избранные переводы. — Послесл. А. Твардовского.; Гравюры В. А. Фаворского. — М.: ГИХЛ, 1959. — 815 с.
  - IV том. — Статьи и заметки о мастерстве, страницы воспоминаний, новые стихи и переводы. — М.: ГИХЛ, 1960. — 823 с.
- Собрание сочинений, т. 1—8. — М., 1968—1972.
- Собрание сочинений в 4 т. — М.: Правда, 1990.
- Воспитание словом: Статьи. Заметки. Воспоминания. — Москва: Сов. писатель, 1961. — 542 с.
- В начале жизни: Страницы воспоминаний: [Для старш. возраста] / [Ил.: Г. Филипповский]. — Москва: Детгиз, 1962. — 213 с., 1 л. ил.